# Pristomyrmex minusculus
Pristomyrmex minusculus es una especie de hormiga del género Pristomyrmex, tribu Crematogastrini, familia Formicidae. Fue descrita científicamente por Wang en 2003.
Se distribuye por Indonesia, Australia, Micronesia, Palaos y Tonga. Se ha encontrado a elevaciones de hasta 189 metros. Habita en nidos, la hojarasca y bosques pantanosos.